# 拉勞斯區 (瓦羅奇里省)
11°39′53″S 76°32′24″W / 11.6646°S 76.5400°W
拉勞斯區（西班牙語：Distrito de Laraos），是秘魯的一個區，位於該國中南部利馬大區的瓦羅奇里省，始建於1964年12月4日，面積104.5平方公里，海拔高度3,660米，2005年人口269，人口密度每平方公里2.6人。